# 秋元千明
秋元 千明（あきもと ちあき、1956年 - ）は、英国王立防衛安全保障研究所（RUSI）日本特別代表。早稲田大学ヨーロッパ文明史研究所 招聘研究員（2024〜）。このほか、大阪大学大学院招へい教授（国際公共政策研究科、2010〜2023）、拓殖大学大学院非常勤講師（国際開発学研究科、2015〜2023）を兼務した。日本原子力研究開発機構・核不拡散フォーラム委員。専門は国際安全保障、紛争分析、情報活動、地政学、戦略論。
早稲田大学卒業。元NHK解説委員（安全保障担当）。

## 来歴・人物
東京都出身。1979年、早稲田大学を卒業後、日本放送協会（NHK）に記者として入社。沖縄放送局に勤務した後、報道局国際部に所属、安全保障担当の国際記者として東京、ニューヨーク、ワシントン、ロンドンを拠点に、イランイラク停戦交渉、東西冷戦の終結、米ソ軍備管理交渉、第一次湾岸戦争、ユーゴスラビア紛争、北朝鮮核問題などの取材にあたった。その後、国際放送局を経て、解説委員に就任した。その間、英国王立防衛安全保障研究所（RUSI）の客員研究員としてロンドンへ留学、ロンドン大学大学院等で安全保障の研究にあたった。
2000年、NHK解説委員に就任。解説委員としては歴代最年少での就任だった。安全保障専門の解説委員もNHKとしては初めてのポストだった。
2001年、ニューヨークとワシントンで起きた同時多発テロでは解説委員として1か月半以上にわたってNHKのニュース番組に連日出演、軍事作戦の内容やテロの背景について解説し、視聴者の高い評価を得た。以後、北朝鮮の核とミサイル問題、中国の軍拡問題、地域紛争、米国の安全保障戦略、日本の防衛政策などについて深い分析をNHKの番組を通じて提供した。
2009年、日本人としては初めてＲＵＳＩのアソシエイト・フェローに指名された。
2012年、NHKを退職し、英国王立防衛安全保障研究所（RUSI）アジア本部、通称RUSI Japanの所長に就任した。その後、RUSI Japan評議会議長には英国秘密情報局（MI6)の元長官、ジョン・スカーレットが、副議長には元防衛事務次官の西正典がそれぞれ就任した。
2013年、日英安全保障協力を促進するためのプロジェクトとして、日英安全保障会議を初めて開催。英国側主催者としてエリザベス女王次男のアンドルー王子を東京都内に招聘。会議では安倍晋三首相が基調講演を行い、日英の安全保障協力を強力に進める方針を表明した。以来、日英安全保障会議はロンドンと東京で定期開催されており、RUSIは日英安全保障協力の促進を側面から支援している。また、定期的に小規模なラウンドテーブルを非公開で開催し、英国の専門家を東京に招き、日本の専門家との情報や意見交換の場を提供している。
2019年、RUSIの組織再編によって、東京にそれまでのRUSI Japanに代わって日本特別代表部が置かれたのに伴い、日本特別代表に就任した。日本と英国の間で次期戦闘機の共同開発が決まり、軍同士の地位協定である円滑化協定（ＲＡＡ）が締結されるなど、日英の同盟化が進展していることに呼応した措置だった。
2023年8月、その活動が高く評価され、RUSIでは最上位のDistinguished Fellow (特別栄誉フェロー)に指名され、就任した。RUSIのDistinguished Fellowは英国の戦略コミュニティーの中で特に顕著な活動をした専門家にのみ与えられる名誉ある地位・称号である。Distinguished Fellowは、そのほとんどがSirやBaronessの称号を得た研究者や政治家、閣僚経験者、高位の軍司令官経験者である。
RUSIの東京事務所をベースに活動するかたわら、ロンドンのRUSI本部にも拠点をもち、通算して年に3-4か月はロンドンに滞在。英国の議会や政府関係のほか、国際政治、歴史系の研究者、BBCなど大手メディアの記者とも広く親交がある。そのため、日英の戦略コミュニティーをつなぐ重要なパイプ役としての評価が高い。日常的には日英の安全保障協力をテーマにした著述やシンクタンクでの講演を行っているほか、2022年以降はロシアのウクライナ侵略に関連して、しばしばテレビの報道番組に出演し、西側諸国の戦略や現地の戦況について情報や分析を発信している。米国に偏らない欧州の視点で国際安全保障を語れる数少ない専門家として評価されている。

## NHK時代の担当番組
- 『あすを読む』
- 『時論公論』
- 『NHKラジオ夕刊』
- BS『時空タイムズ編集部』

## 著述
- 『南北朝鮮の現状を語る』、1998年　NAID 110002245871
- 『アジア震撼 中台危機・黄書記亡命の真実』。NTT出版。1998年　ISBN 4871885461
- 『ドキュメント 激震—印パ核実験の真相』。中央公論社『中央公論』、1998年
- 『スクランブル—テポドンとアメリカの情報収集能力』。中央公論社『中央公論』、1998年
- 『秒読みに入った中国有人宇宙飛行』。中央公論社『中央公論』、1999年
- 『地政学からみた日米同盟（特集 日米安保50年）』、慶應義塾大学『三田評論』、2010年　NAID 40017319995
- 『ユーラシア大陸またぐ日英同盟の再構築を』。「外交」編集委員会『外交』。時事通信社、2013年
- 『中国の海洋進出を阻む沖縄（China's one belt, one road）』。ウェッジ、2017年
- 『戦略の地政学—ランドパワー vs シーパワー』。ウェッジ、2017年　ISBN 4863101864
- 『膨張する中国とロシアに「平和と安定の正三角形」で対峙 日英同盟復活で多層的な安全保障協力を』　Wedge 2018年2月号
- 『歴史が警告する対北朝鮮「宥和」の危険性』Wedge 2018年5月号
- 『冷戦後の核秩序の再構築に乗り出した米ロ』Wedge 2018年12月号
- 『GSOMIA破棄が示した韓国・文政権の野望』Wedge 2019年10月号
- 『「ＮＡＴＯ瓦解」と共振する東アジアの安全保障』Wedge 2020年2月号
- 『多層な安全保障協力の構築と「新日英同盟」ー今後の日本の外交安全保障戦略ー』世界平和研究 2018年秋季号
- "Multilayered Security Cooperation Through the New Type of the Anglo-Japanese Alliance", No.48, Discuss Japan, Japan Foreign Policy Forum
- 『復活！日英同盟 〜インド太平洋時代の幕開け〜』CCCメディアハウス、2021年 ISBN 4484212072
- 『英国は日本を最も重視し、「新・日英同盟」構築へ──始動するグローバル・ブリテン』Newsweek日本版　2021年3月16日
- 『「新・日英同盟」の始まりを告げる英空母「クイーン・エリザベス」来航が残した宿題』Newsweek日本版　2021年9月21日
- 『イギリスがAUKUS結成を画策した理由──激変するインド太平洋情勢』Newsweek日本版　2021年10月8日
- 『英米シンクタンク、NATO軍・米軍、ベリングキャット──対ロシア情報戦の裏側』Newsweek日本版　2022年6月15日
- 『日本の次期戦闘機（仮称F3）の開発パートナーが、米国から英国に変更された理由──新「日英同盟」の時代』2022年6月30日
- 『最新 戦略の地政学—専制主義 VS 民主主義』ウェッジ、2022年 ISBN 978-4-86310-250-7

（共著）
- 『ウクライナ侵攻と世界　岐路に立つ国際秩序』

（代理戦争としてのウクライナ戦争）p158、産経新聞出版、2023年
- 『コロナ禍で変わる地政学　グレートリセットを迫られる日本』

（日英同盟創設とAUKUS創設）p105、産経新聞出版、2022年
- 『国際安全保障がわかるブックガイド』

（人はなぜ戦争をするのかーエロスとタナトス）p16、慶應義塾大学出版会、2024年